# Missões diplomáticas da Coreia do Norte

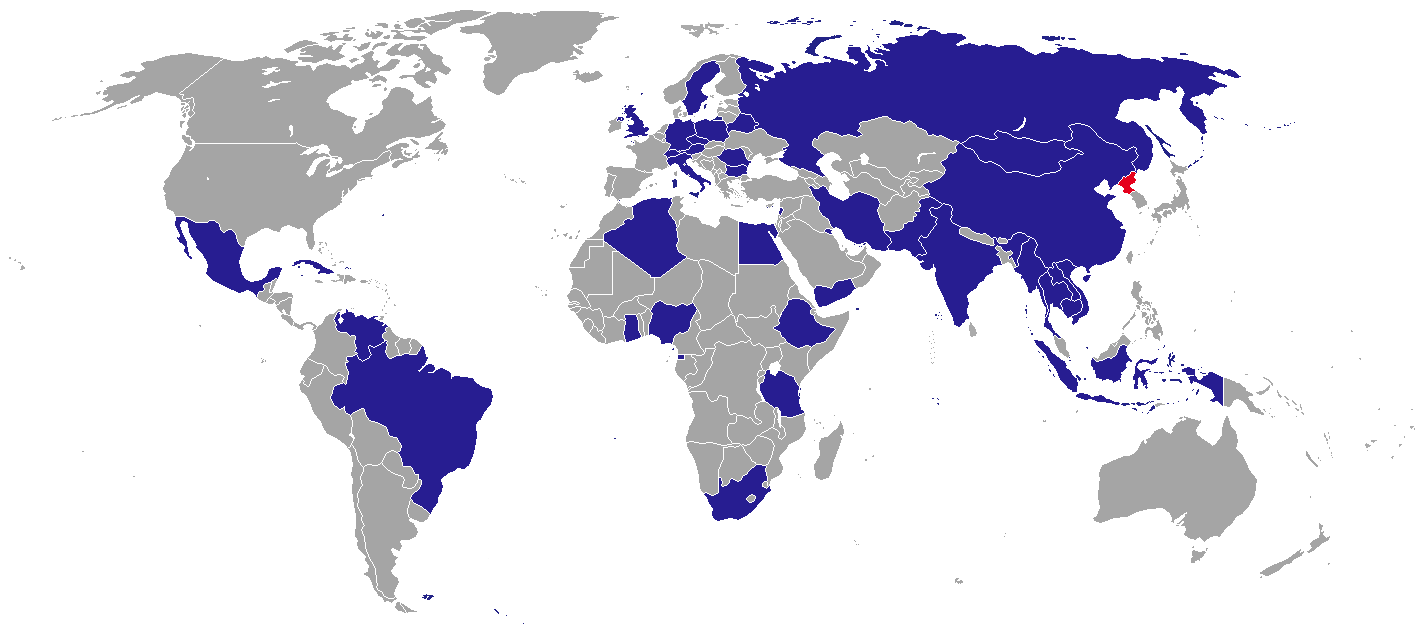
Missões diplomáticas da Coreia do Norte.

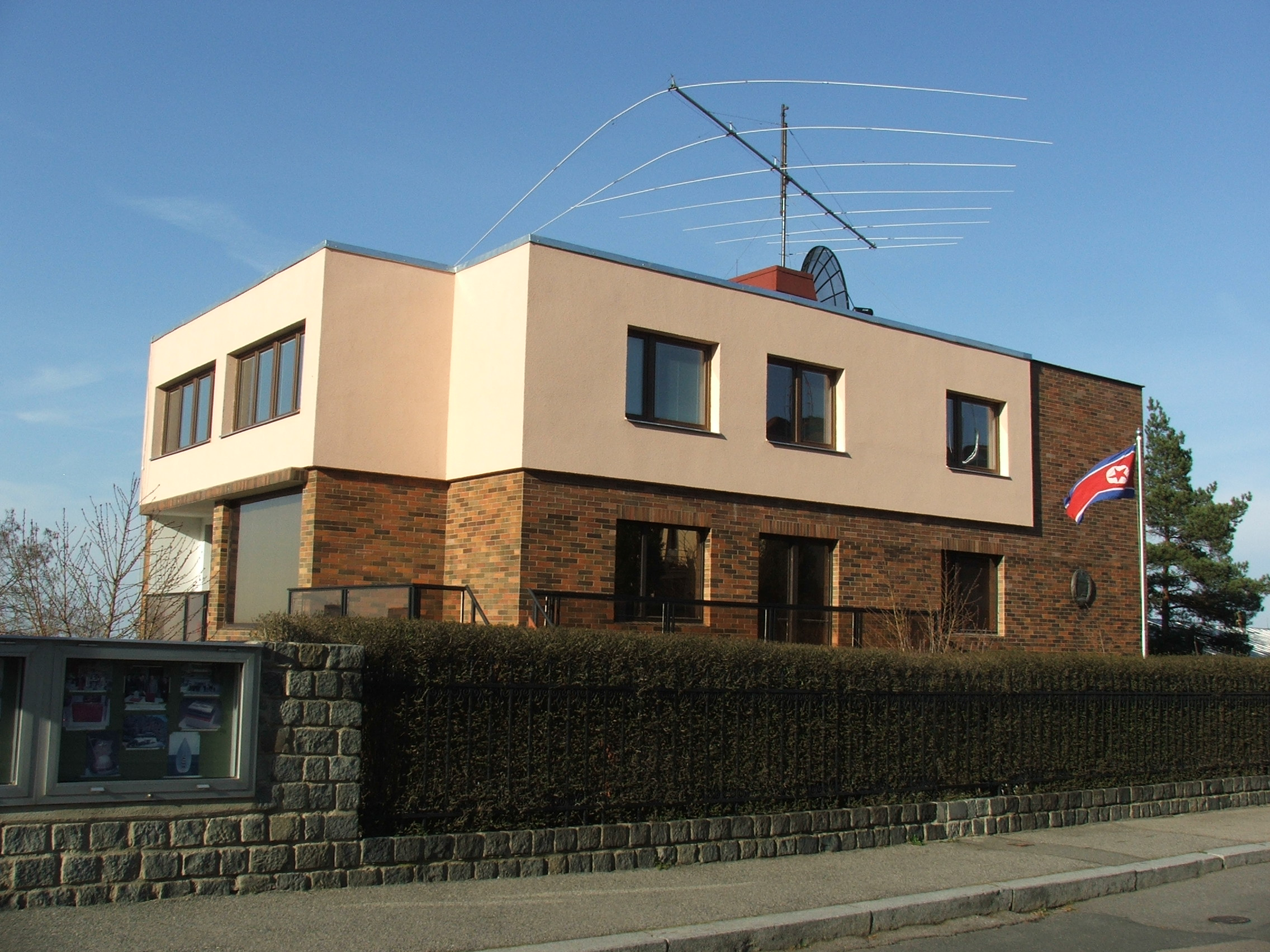
Embaixada da Coreia do Norte em Praga, República Tcheca.

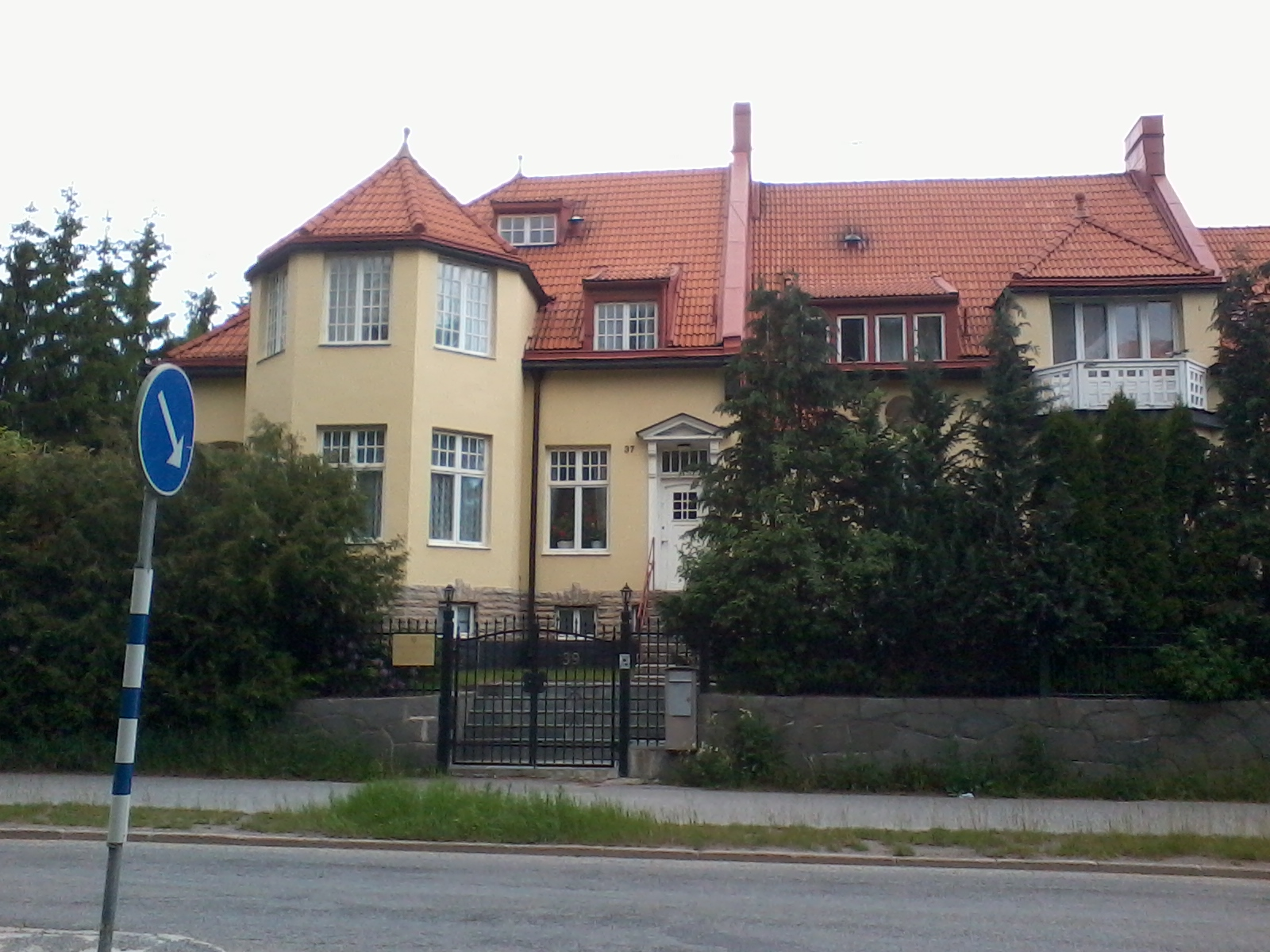
Embaixada da Coreia do Norte em Estocolmo, Suécia.

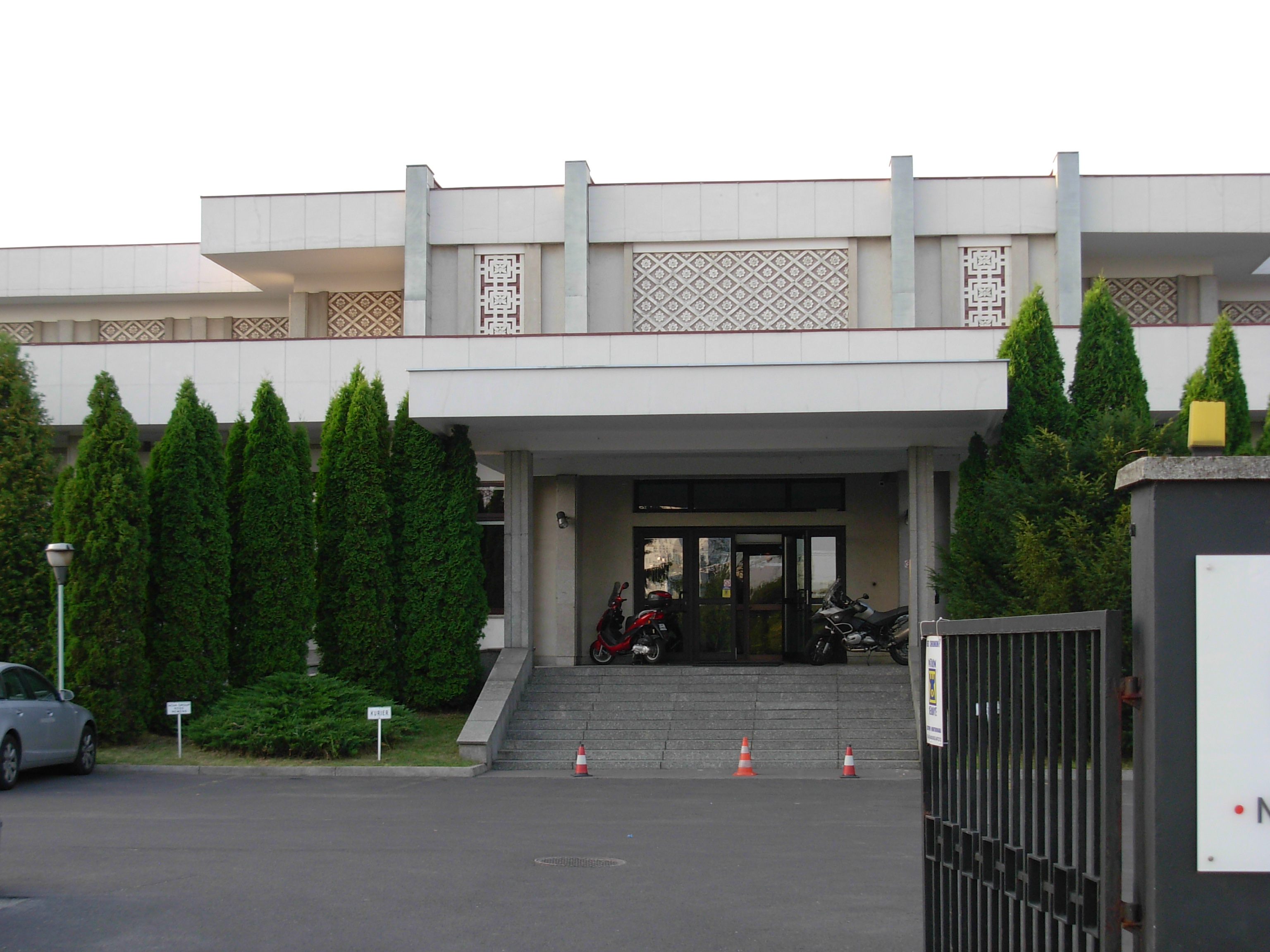
Embaixada da Coreia do Norte em Varsóvia, Polônia.

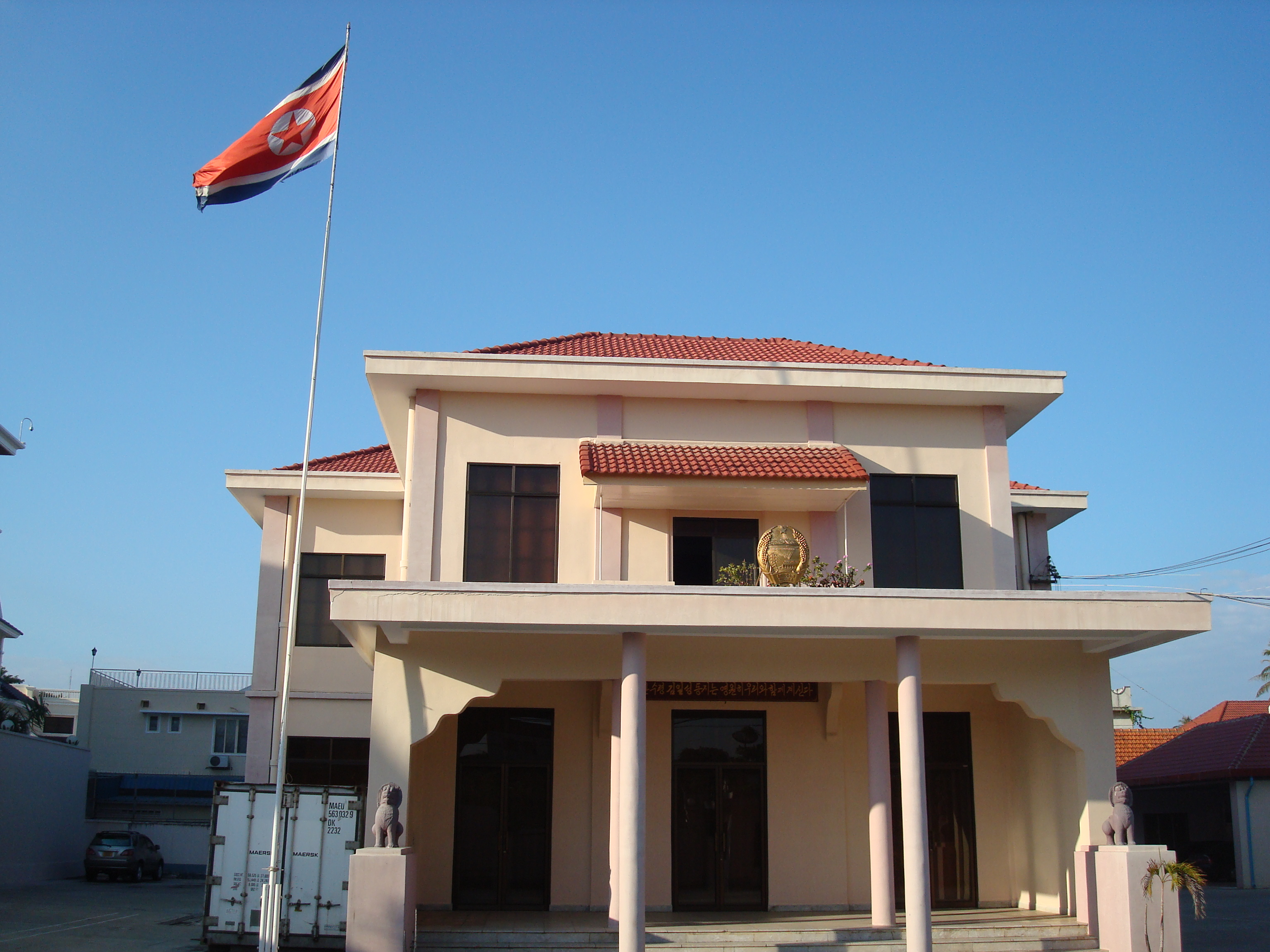
Embaixada da Coreia do Norte em Phnom Penh, Camboja.

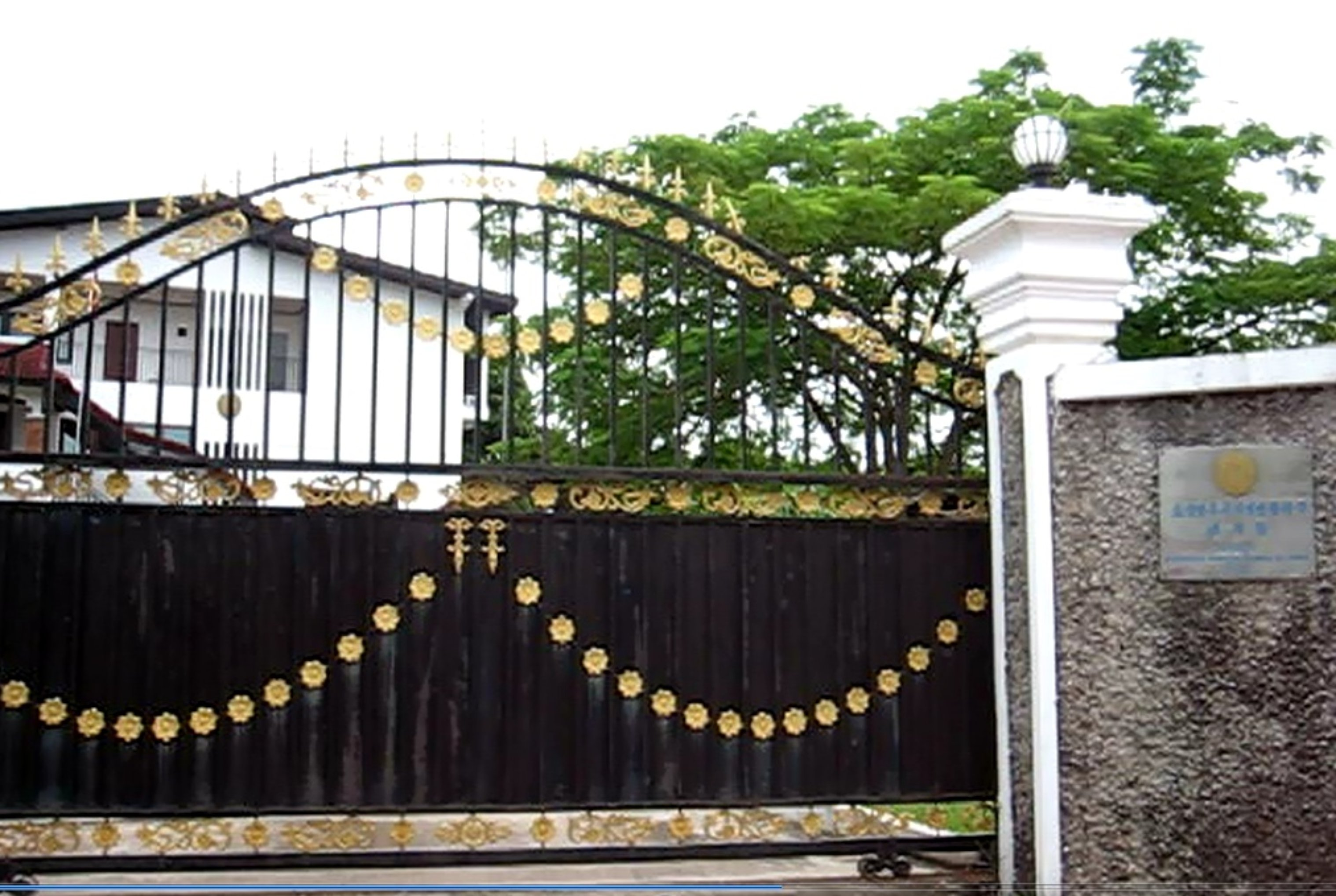
Embaixada da Coreia do Norte em Vienciana, Laos.

Abaixo se encontram as embaixadas e consulados da Coreia do Norte:

## Europa
- Alemanha
  - Berlim (Embaixada)
- Áustria
  - Viena (Embaixada)
- Bulgária
  - Sófia (Embaixada)
- Itália
  - Roma (Embaixada)
- Polónia
  - Varsóvia (Embaixada)
- Reino Unido
  - Londres (Embaixada)
- Chéquia
  - Praga (Embaixada)
- Roménia
  - Bucareste (Embaixada)
- Rússia
  - Moscou (Embaixada)
  - Vladivostok (Consulado-Geral)
  - Khabarovsk (Escritório-Consulado)
- Suécia
  - Estocolmo (Embaixada)
- Suíça 
  - Berna (Embaixada)
- Espanha
  - Madrid (Embaixada)

## América
- Venezuela
  - Caracas (Embaixada)
- México
  - Cidade do México (Embaixada)
- Peru
  - Lima (Embaixada)
- Brasil
  - Brasília (Embaixada)

## Oriente Médio
- Irão
  - Teerã (Embaixada)
- Kuwait
  - Cidade do Kuwait (Embaixada)
- Líbano
  - Beirute (Embaixada)
- Síria
  - Damasco (Embaixada)
- Iêmen
  - Sana (Embaixada)

## África
- África do Sul
  - Pretória (Embaixada)
- Egito
  - Cairo (Embaixada)
- Etiópia
  - Adis-Abeba (Embaixada)
- Gana
  - Accra (Embaixada)
- Guiné
  - Conacri (Embaixada)
- Líbia
  - Trípoli (Embaixada, mas não reconheceu o governo Conselho Nacional de Transição)
- Nigéria
  - Abuja (Embaixada)
- Tanzânia
  - Dar es Salaam (Embaixada)
- Uganda
  - Kampala (Embaixada)

## Ásia
- Bangladesh
  - Dacca (Embaixada)
- Camboja
  - Phnom Penh (Embaixada)
- China
  - Pequim (Embaixada)
  - Hong Kong (Consulado-Geral)
  - Shenyang (Consulado-Geral)
- Índia
  - Nova Délhi (Embaixada)
- Indonésia
  - Jacarta (Embaixada)
- Laos
  - Vientiane (Embaixada)
- Malásia
  - Kuala Lumpur (Embaixada)
- Mongólia
  - Ulan Bator (Embaixada)
- Nepal
  - Katmandu (Embaixada)
- Paquistão
  - Islamabad (Embaixada)
  - Karachi (Consulado-Geral)
- Singapura
  - Singapura (Embaixada)
- Tailândia
  - Bangkok (Embaixada)
- Uzbequistão
  - Tashkent (Embaixada)
- Vietname
  - Hanói (Embaixada)

## Organizações multilaterais
- Genebra (Missão permanente da Coreia do Norte ante as Nações Unidas e outras organizações internacionais)
- Nova Iorque (Missão permanente da Coreia do Norte ante as Nações Unidas)
- Paris (Missão permanente da Coreia do Norte ante as Nações Unidas)